# Radiohead: The Best Of
Radiohead: The Best Of – album kompilacyjny rockowego zespołu Radiohead.
Składanka w Polsce uzyskała status złotej płyty.

## Lista utworów
1. "Just" (z The Bends) – 3:54
2. "Paranoid Android" (Wersja singlowa) (z OK Computer) – 3:59
3. "Karma Police" (z OK Computer) – 4:24
4. "Creep" (z Pablo Honey) – 3:57
5. "No Surprises" (z OK Computer) – 3:49
6. "High and Dry" (z The Bends) – 4:20
7. "My Iron Lung" (z The Bends) – 4:36
8. "There There" (z Hail to the Thief) – 5:23
9. "Lucky" (z OK Computer) – 4:20
10. "Optimistic" (z Kid A) - 5:16
11. "Fake Plastic Trees" (z The Bends) – 4:52
12. "Idioteque" (Edit) (z Kid A) – 5:09
13. "2 + 2 = 5" (z Hail to the Thief) – 3:19
14. "The Bends" (z The Bends) – 4:04
15. "Pyramid Song" (z Amnesiac) – 4:51
16. "Street Spirit (Fade Out)" (z The Bends) – 4:12
17. "Everything In Its Right Place" (z Kid A) – 4:11

Amerykańskie wydanie pierwszej płyty dodatkowo zawiera dodatkowy utwór, "Optimistic", który jest umieszczony przed utworem "Fake Plastic Trees"; "Optimistic" był odtwarzany w radio w USA aby promować album Kid A (2000), który nie miał żadnego własnego singla. Japońska wersja tej płyty zawiera inny utwór dodatkowy, "You And Whose Army", umieszczony po utworze "Everything in Its Right Place".

### Płyta dodatkowa
1. "Airbag" (Edit) (z OK Computer) – 4:44
2. "I Might Be Wrong" (z Amnesiac) – 4:54
3. "Go to Sleep" (z Hail to the Thief) – 3:21
4. "Let Down" (z OK Computer) – 4:59
5. "Planet Telex" (z The Bends) – 4:19
6. "Exit Music (For a Film)" (z OK Computer) – 4:24
7. "The National Anthem" (z Kid A) – 5:51
8. "Knives Out" (z Amnesiac) – 4:17
9. "Talk Show Host" (strona B z Street Spirit (Fade Out)) – 4:14
10. "You" (z Pablo Honey) – 3:29
11. "Anyone Can Play Guitar" (z Pablo Honey) – 3:37
12. "How to Disappear Completely" (z Kid A) – 5:56
13. "True Love Waits" (live in Los Angeles, 2001) (z I Might Be Wrong: Live Recordings) – 5:02